# Костромска област
Костромска област (рус. Костромская область) је конститутивни субјект Руске Федерације са статусом области на простору Средишњег федералног округа у европском делу Русије.
Административни центар области је град Кострома.

## Етимологија
Област носи име по административном центру, граду Костроми. Град је основан 1152. године, а име је добио по реци Кострома.
Мада не постоји усаглашеност међу стручњацима, претпоставља се да име реке Кострома потиче од израза на которой он стоит (на којој стоји), или од Костра́, руског израза за костријет.

## Географија

### Положај
Костомска област се налази у центру Европског дела Русије. Са севера на југ се простире 260 km, а са запада на исток 420 km.
Границе: На северу се граничи са Вологодском облашћу; на југу са Ивановском и Нижегородском облашћу; на западу са
Јарославском облашћу и на истоку са Кировском облашћу.

### Рељеф
Област је претежно брдско-моренска(делови стена који се крећу захваљујући померању леда), а у одређеним деловима се простиру мочварне равнице. На западу - Костромска равница; у централном делу - Галичко-Чухломска висораван (до 292 m); на северу висораван Северна увала. У низијама се углавном налазе реке.

### Клима
Клима је умерено континентална - зиме су хладне, а лета топла. Просечна температура у јануару је -12 °C, а у јуну +18 °C. Просечна влажност ваздуха је 79%, а падавина има просечно 600 мм годишње (највише их има лети).

## Становништво
| 1989.   | 2002.   | 2010.   |
| ------- | ------- | ------- |
| 809,882 | 736,641 | 667,562 |

На територији Костромске области живи око 80 различитих националости. Густина насељености је 11,5 људи по км²; градско становишто чини 67,7% људи (2005); радно способних је 59,2%. Просечна старост становништва је 37,8 година.
| Народи    | Становништво |
| --------- | ------------ |
| Руси      | 704 049      |
| Украјинци | 8 011        |
| Татари    | 2 731        |
| Белоруси  | 2 354        |
| Роми      | 1 542        |
| Јермени   | 1 462        |
| Азери     | 1 438        |
| Молдавци  | 1 036        |

### Образовање
Више образовање се састоји од три државна факултета, Војне академије, низа филијала приватних и државних школа, као и осам стручних школа. Факултети и школе су у највећем броју педагошког, медицинског и пољопривредног усмерења.

## Политика

### Органи власти
Највиши законски акт је Устав Костромске области. Највиши званичник области је губернатор. Законодавни орган је Дума Костромске области која у овом тренутку има 35 посланика.

### Званични симболи
Званични симболи Костромске области су застава и грб. Грб и застава су озваничени законом Костромске области 28. априла 2006.
Основни симбол заставе и грба је златни брод са седам веслача, украшен златним орловским крилима и главом.